# Ohlungen
Ohlungen es una localidad y comuna francesa situada en el departamento de Bajo Rin, en la región de Alsacia.